# Poméranie ultérieure

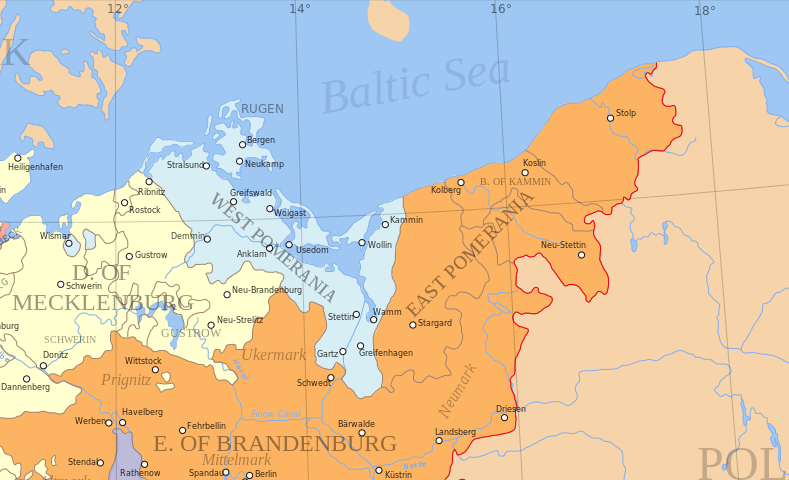
L'ancien duché de Poméranie partitionné à la suite du traité de Stettin (1653) : la Poméranie suédoise (« Poméranie antérieure ») figure en bleu, la Poméranie brandebourgeoise (« Poméranie ultérieure ») en orange.

La Poméranie ultérieure, ou Poméranie postérieure (en allemand : Hinterpommern ; en polonais : Pomorze Tylne), est une partie de la région historique de Poméranie située dans le nord-ouest de la Pologne. Elle est constituée de la partie orientale de l'ancien duché de Poméranie avec l'évêché de Cammin, avant de devenir la province de Poméranie dans la juridiction de l'État de Brandebourg-Prusse résultant du traité de Stettin conclu en 1653. 
Aujourd'hui, la plus grande partie de la région appartient à la voïvodie de Poméranie-Occidentale, tandis que la partie est rattachée à la voïvodie de Poméranie.

## Géographie
Cette région peu peuplée s'étirait au sud de la mer Baltique, approximativement de la baie de Poméranie sur l'Oder et la lagune de Szczecin, les limites de la Poméranie antérieure à l'ouest, jusqu'à la Poméranie orientale (« Pomérélie ») à l'est. 
Les frontières orientales de la Poméranie ultérieure, à l'origine le long de la rivière Parsęta (Persante), ont été déplacées vers l'est au fil des siècles : les ducs de Poméranie obtiennent en 1317 la seigneurie de Sławno et de Słupsk ; en plus, les domaines de Lauenbourg et de Bytów, situés au-délà de la rivière Łeba en dehors du Saint-Empire, entrent dans les possessions des ducs poméraniens en tant que fief de la couronne polonaise après le traité de Thorn en 1466 et sont attribués aux électeurs de Brandebourg par le traité de Bromberg en 1657. 
Au sud, la région est bordée par la Grande-Pologne et la Cujavie.

## Historique

Blason des ducs de Poméranie.

Depuis le XIIe siècle, les domaines faisaient partie du duché de Poméranie, un fief d'Empire dirigé par les souverains de la maison des Griffon, d'origine slave. Sous leur domination, la région a été exposée à la colonisation germanique. À la suite du traité de Thorn en 1466, ils acquièrent les seigneuries de Lębork (Lauenbourg) et de Bytów (Bütow) en Pomérélie, au-delà des frontières du Saint-Empire. Les domaines au bord du cours inférieur de la Parsęta, avec les villes de Kołobrzeg (Kolberg) et Koszalin (Köslin) faisaient partie de l'évêché de Cammin.
Le dernier duc de Poméranie, Bogusław XIV, meurt sans héritier durant la guerre de Trente Ans en 1637. L'empereur Ferdinand II assigna le fief à l'électeur Georges-Guillaume de Brandebourg ; cependant, toute la Poméranie fut occupée par des troupes suédoises sous Johan Banér. Par la paix de Westphalie en 1648, après de longues négociations, l'ancien duché était finalement partagé entre la Poméranie ultérieure qui ira à l’État de Brandebourg-Prusse, et la Poméranie suédoise. 
Pendant la guerre de Scanie, en 1676, le « Grand Électeur » Frédéric-Guillaume de Brandebourg a commencé une campagne contre les Suèdes ; toutefois, le traité de Saint-Germain-en-Laye signé le 29 juin 1679 rétablit les possessions de la Poméranie suédoise. L'électeur, abandonné par l'empereur et profondément déçu, ne garda qu'une étroite bande de terre sur la rive est de l'Oder. Après la fin de la grande guerre du Nord, en 1720, les traités de Stockholm attribua une partie de la Poméranie suédoise au royaume de Prusse. 
Au cours de la réorganisation territoriale de l'Europe en 1815, les dernières parties de l'ancien duché de Poméranie échurent à la Prusse. La Poméranie ultérieure avec Lauenbourg et Bütow formait la partie orientale de la province de Poméranie qui s'était poursuivie jusqu'en 1945. Depuis la fin de la Seconde Guerre mondiale, la Poméranie ultérieure fait partie de la Pologne et se partage essentiellement entre la voïvodie de Poméranie occidentale et la voïvodie de Poméranie,.

### Articles liés
- Poméranien oriental
- Cachoube